# Walton C. Ament
Walton C. Ament (* 7. Januar 1907 in Wilmerding, Pennsylvania; † 23. Januar 1968 in Washington, D.C., Vereinigte Staaten) war ein US-amerikanischer Filmproduzent und Anwalt, der 1950 für einen Oscar nominiert war.

## Biografie
Ament war der Sohn von James McKeag Ament, der sich bei einer Volkszählung 1920 als Chauffeur bezeichnete, und dessen Ehefrau Ida May Campbell Ament. Er absolvierte das Pennsylvania State College und die Harvard Law School und arbeitete im Anschluss für die Kanzlei Donovan, Leisure, Newton und Lombard in New York.
Im Jahr 1939 wurde Ament Redakteur bei Pathé News, einem Ersteller von Nachrichtensendungen und Dokumentarfilmen, zu deren Vizepräsident und Generalmanager er in der Folge avancierte. Ament war ein Verfechter der Wochenschau, 1944 schrieb er, sie sei keinesfalls veraltet, sondern noch nie so wichtig gewesen wie gerade heute.
Nachdem Ament bereits 1941 bei dem Film Jungle Cavalcade als Produzent aufgetreten war, produzierte er im Rahmen seiner Tätigkeit bei Pathé News dann in den Jahren 1948 bis 1950 auch die nachfolgenden Dokumentar-Kurzfilme, beginnend 1948 mit Football Magic. Daran schlossen sich die weiteren Kurzfilme Roaring Wheels und Ski Devils an. In allen drei Filmen arbeitete er mit Robert Youngson zusammen, der Regie führte. Die Filme gehören zu einer Reihe von Filmen, die Warner Bros. unter dem Serientitel Sports News Reviews:… veröffentlichte.
Aments erster Film im darauffolgenden Jahr war der Dokumentar-Kurzfilm The Swim Parade, wiederum mit Youngson sowie mit Dan Donaldson als Erzähler und unter Mitwirkung der Schwimmstars Johnny Weissmüller und Eleanor Holm. Auch dies ein Film der vorgenannten Reihe.
1950 erhielt Ament eine Oscar-Nominierung in der Kategorie „Bester Kurzfilm“ (1 Filmrolle) für den von ihm produzierten Film Spills and Chills. Der Oscar ging jedoch an Jack Eaton und seinen Film Aquatic House Party.
Als Aments letzte Filme, die er als Produzent betreute, werden die Dokumentar-Kurzfilme Pigskin Passes (1949) und Shoot the Basket (1950) gelistet. Auch sie gehören der Reihe Sports News Reviews:… an.
Verheiratet war Ament von 1937 bis zu seinem Tod mit Mary Alicia Nickerson, der Tochter eines Investmentbankers. Das Paar hatte drei Töchter. Walton C. Ament starb 61-jährig nach langer Krankheit in Washington D.C.

## Filmografie
- 1941: Jungle Cavalcade

Die nachfolgend aufgeführten Filme sind Dokumentar-Kurzfilme.
- 1948: Football Magic
- 1948: Roaring Wheels
- 1948: Ski Devils
- 1949: The Swim Parade
- 1949: They’re Off
- 1949: Spills and Chills
- 1949: Pigskin Passes
- 1950: Shoot the Basket

## Auszeichnungen
- 1946 wurde Ament mit einer Plakette des War Activities Committees ausgezeichnet für freiwillig geleistete Kriegsdienste[5]
- Oscarverleihung 1950: Oscarnominierung für Spills and Chills